# Bonifacius Stöltzlin

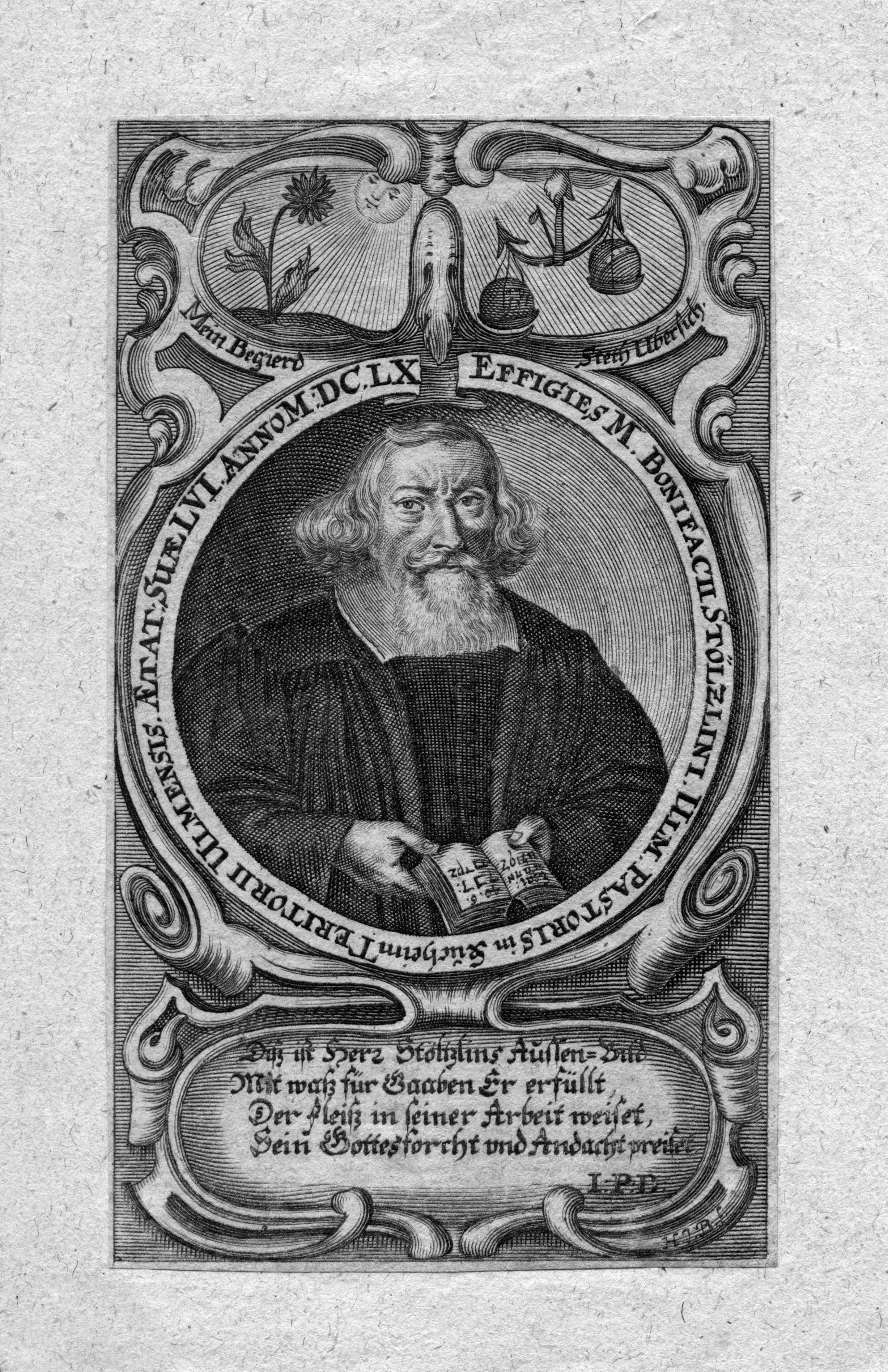
Bonifacius Stöltzlin

Bonifacius Stöltzlin (* 7. Juni 1603 in Giengen; † 28. Januar 1677 in Kuchen) war ein deutscher lutherischer Theologe und Autor.

## Leben
Bonifacius Stöltzlin wurde als zweites Kind des aus Giengen stammenden Schul- und Rechenmeister David Stöltzlin und dessen Ehefrau Katharina Amann geboren. Ein älterer Bruder von ihm war der Maler und Kupferstecher Johann Stöltzlin (1594–1680).
Stöltzlin besuchte die Lateinschule in Giengen und das Gymnasium in Ulm, wo er in das Ulmer Bürgerrecht aufgenommen wurde. Am 24. April 1626 immatrikulierte er sich an der Universität Straßburg, wo er bis 1629 Theologie studierte. Anschließend kehrte er nach Ulm zurück, wo er für Pfarrstellen des Ulmer Landgebiets vorgesehen war. 1631 kam er nach Weiler ob Helfenstein, 1634 nach Bollingen-Tomerdingen, 1635 nach Holzheim und 1636 nach Steinheim. Dort erlebte er den Dreißigjährigen Krieg mit all seinen Plünderungen, Folterungen und sonstigem Leid.
1656 übernahm Stöltzlin das Pfarramt Kuchen, das er 21 Jahre lang, bis zu seinem Tod, ausfüllte. Auch hier setzte er seine schriftstellerische Tätigkeit fort. Er veröffentlichte mehr als 20 christliche Bücher, darunter Predigtsammlungen, Gebet- und Erbauungsbücher, die teilweise mehrere Auflagen erlebten, und dichtete 19 geistliche Lieder, die in verschiedenen Liedersammlungen zu finden sind. Für die Kirche in Kuchen ließ er einige religiöse Bilder von seinem Bruder Johann, Stadtmaler zu Ulm, anfertigen.
Er war zweimal verheiratet, 1631 mit Veronica geb. Bachmayer, nach deren Tod 1656 mit der Witwe Sara Sachs geb. Held. Beide sind zusammen mit ihm auf seinem Bild-Epitaph abgebildet.
Sein Enkel David, geboren am 6. Februar 1670, studierte in Jena, Straßburg und Tübingen und gab als Professor des Ulmer Gymnasiums die Geschichte der Reichsstadt Ulm heraus.

## Ehrung
Das evangelische Gemeindehaus an seinem langjährigen Wirkungsort Steinheim trägt heute den Namen Bonifaz-Stöltzlin-Haus.

## Schriften
- Ecce Homo, oder die Historia vom Leiden Christi in X Predigten nach den 4 Evangelisten erklärt. Ulm 1642, 1682.
- Geistliches Donner- und Wetter-Büchlein: Das ist: Einfältige Erinnerung vom Donner, Blitz, Straal, Hagel und schädlichen Wettern … Ulm 1650 u.ö. (mit Vorrede von Johann Michael Dilherr; 8. Auflage 1717, 12:105362B im VD 17.).
- Geistlicher Adlerstein oder Gebettbuch für Schwangere und Gebärende. Ulm 1652 u. ö. (11890355 im VD 18., 11890355 im VD 18.).
- Geistliche Tischzucht Christlicher Communicanten: Das ist: Nutzliche Anweisung, auch außerlesene Gebet und Gesäng vor, bey und nach der Beicht, und dem Gebrauch des heiligen Abendmals. Deßgleichen Gottselige Andachten … Ulm 1654 (urn:nbn:de:bvb:12-bsb10268153-6; Digitalisat der 11. Auflage 1738).
- Schola Crucis et Tessera Christianismi. Das ist: Ein außführlicher/ Christlicher Unterricht von dem lieben Kreutz/ welches ist aller wahren Christen Hof-Farbe/ wie nutz/ heilsam und nötig es sey … Ulm 1655.
- Klein und groß geistlicher Haus-, Feld-, Garten-Tisch und Hochzeit-Prediger. Ulm 1655.
- Geistlicher Rauchaltar, d. i. Gebett, Seufzer u. Lieder eines evangelischen Kirchendieners, bei Anfang seines studii Theologici, Vocation, Examine, Ordination, Auf- u. Abzug-Predigten, und allen Kirchengebetten, Morgens und Abends zu gebrauchen. Ulm 1658.
- Bethesda pro Aegrotantibus et moribundus oder geistliche Haus-Apotheke. Ulm 1664, 1674, 1697.
- Türkischer Bund oder 57 Fragen samt Beantwortung von des Türken Ursprung, Aufnahm u.s.w. Ulm 1664.
- Manus Catechetica oder Catechismus-Hand, d. i. ordentliche, einfältige und schriftmäßige Erklärung des kleinen Kathechismus D. Martin Luthers in 13 Predigten verfaßt. 3 Theile. Ulm 1666, 1688, 1724.
- Biblische Catechismus-Ubung mit Sprüchen Heiliger Schrift erkläret und außgeführet: Darinn gezeigt wird der rechte Wort-Verstand deß Lutherischen Catechismi … Ulm 1666.
- Hortus Florum Spiritualium oder geistliches erneuertes Blumen-Gärtlein; von geistreichen Gebettlein, Seufzerlein und Gesängen Ulm 1669.
- Viatorium Itinerarium oder geistlicher Reiß-Compas. Ulm.
- Sanfftes u. ruhiges Alter oder gründliche Anzeigung der unter den Beschwerden des Alters verborgenen Guthaten Gottes. Ulm 1670.
- Geistliche Kirchen-Posaun/ Oder Sechzig Predigten/ von underschiedlichen sonderbaren nutzlichen Materien … Ulm 1673.
- Christianorum morientium optimus libellus pro Communicantibus, oder Sterbender Christen bester Gewinn Ulm 1676, 1682.
- Geistliche Hauß-Arzney in Krankheit und Tod; Das ist: Andächtige Gebet/ bewegliche Hertzens-Seufzer/ geistreiche Trost-Sprüche/ und Christliche Gesänge/ für schwache/, kranke und sterbende Personen. Ulm 1676.
- Sterbender Christen bester Gewin. Oder: Einfaltige Anweisung/ was glaubiger Christen Tod für ein Gewin seie/ was sie damit erlangen und gewinnen. Ulm 1676.
- Postilla Evangelica oder Erklärung der Sonn- und Feyertäglichen Evangelien. Ulm 1677.
- Cura liberorum, Kinderpfleg, oder Anweisung wie Eltern ihrer Kinder geistlicher weise warten sollen. Ulm 1680.
- Fidus Pastoribus Achates, oder einföltige schriftmäßige Anleitung eines evangelischen Kirchendieners mit Kranken, Nothleidenden, Angefochtenen, Hartgebährenden, Sterbenden u.s.w. Ulm 1683, 1691.
- Geistliches Weyrauch-Opfer, Gebet auf allerley Fäll. Ulm 1689.